# Saint-Pierre-le-Moûtier
Saint-Pierre-le-Moûtier is een gemeente in het Franse departement Nièvre (regio Bourgogne-Franche-Comté). De plaats maakt deel uit van het arrondissement Nevers. Saint-Pierre-le-Moûtier telde op 1 januari 2022 1.828 inwoners.

## Geografie
De oppervlakte van Saint-Pierre-le-Moûtier bedroeg op 1 januari 2022 47,67 vierkante kilometer; de bevolkingsdichtheid was toen 38,3 inwoners per km².

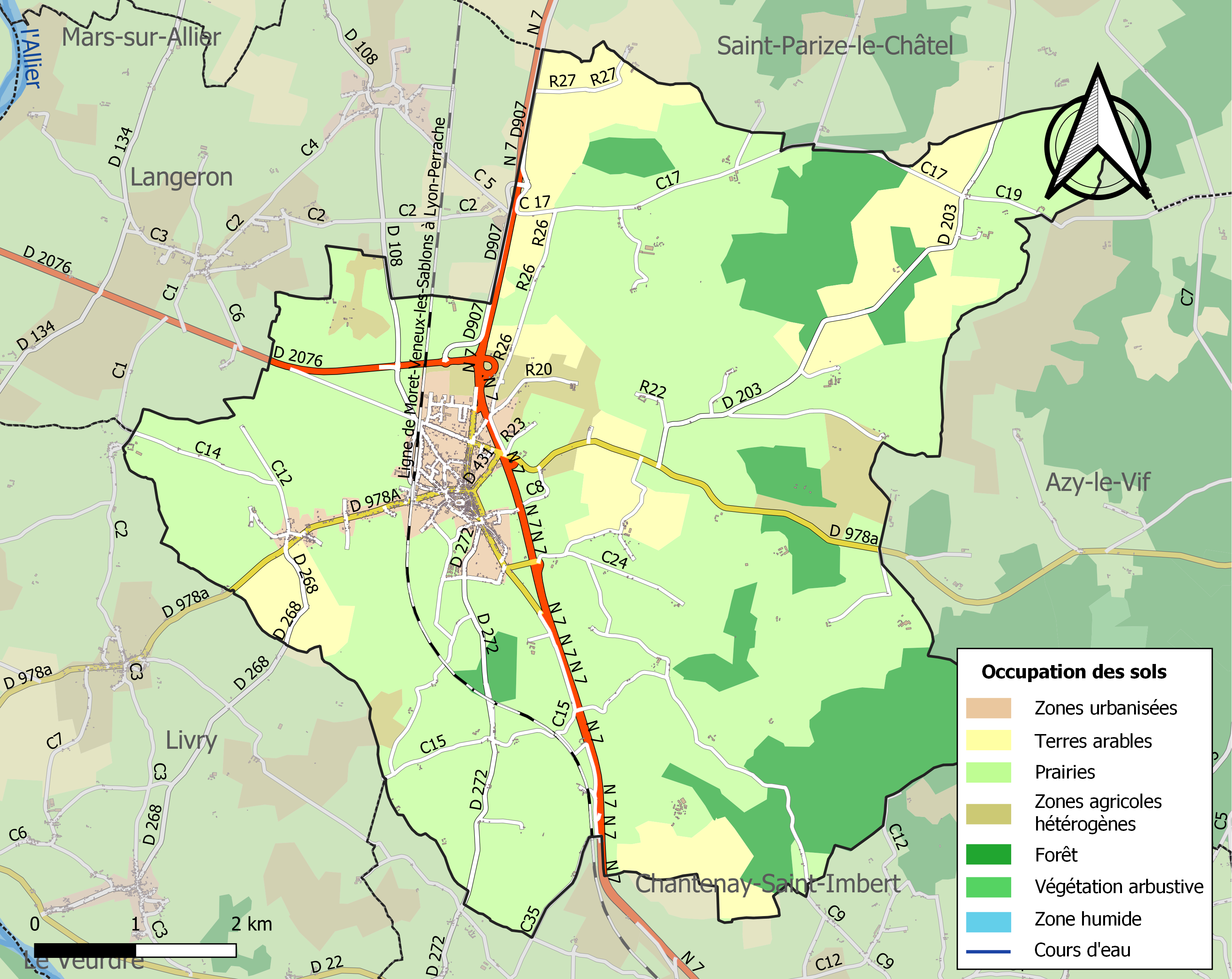
Kaart van de gemeente met de belangrijkste infrastructuur, bodemgebruik en omliggende gemeenten

## Demografie
Onderstaande figuur toont het verloop van het inwonertal (bron: INSEE-tellingen).